# ترومن (مینه‌سوتا)
ترومن، مینه‌سوتا (به انگلیسی: Truman, Minnesota) یک شهر در ایالات متحده آمریکا است که در شهرستان مارتین واقع شده‌است.

## خصوصیات
ترومن ۲٫۸۲ کیلومترمربع مساحت و ۱٬۱۱۵ نفر جمعیت دارد و ۳۳۸ متر بالاتر از سطح دریا واقع شده‌است.